# Petrus Hoppenbrouwers
Petrus Hoppenbrouwers (Eindhoven, 12 maart 1728 - Breda, 3 oktober 1791) was burgemeester van de stad  Eindhoven. Hij was een zoon van Laurentius Hoppenbrouwers.
Hoppenbrouwers was in 1763 en 1764 burgemeester van Eindhoven. Zijn neef Wilhelmus Hoppenbrouwers zou later ook burgemeester worden.